# 레트로 게임

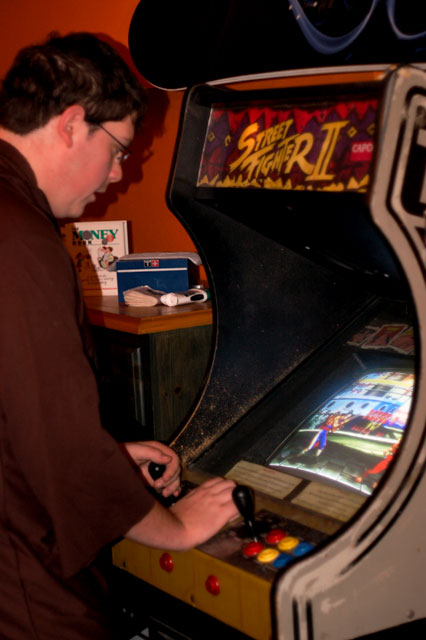

레트로 게임(retro game)은 오래된 게임 및 옛날 게임이라는 의미이다. 플레이어의 연령에 따라 범위가 다르기 때문에 세대에 따라 약간의 차이가 있다.

## 개요
명확한 정의가 있는 것은 아니며, 특히 가정용 게임에서는 주로 연대에 따라서 변화하는 개념이다. 레트로 게임에 대해 향수를 느끼면 리메이크하여 다시 발매하기도 한다. (리메이크 게임)

## 게임
복고와 현대의 구분은 많은 논쟁이 있지만 일반적으로 2D에서 3D 게임으로의 전환(4번째는 마지막 복고풍 세대, 5번째는 최초의 현대적 세대가 됨), 밀레니엄의 전환 및 온라인 게임의 증가와 일치한다. 게임(5세대를 마지막 복고풍 세대로, 6세대를 최초의 현대적 세대가 됨) 또는 시청각 출력을 위해 아날로그에서 디지털로 전환하고 화면비를 4:3에서 16:9로 전환(6세대를 마지막 복고풍 세대로 만들고, 7세대이자 최초의 현대적 세대가 됨)하기도 한다. 원래 하드웨어 또는 최신 에뮬레이션에서 플레이할 수 있다.

## 같이 보기
- MAME: 멀티 시스템 에뮬레이터